# Ryoko Uno
Ryoko Uno (宇野 涼子, Uno Ryōko, Sagamihara, 9 november 1975) is een Japans voormalig voetbalster.

## Carrière
Uno speelde voor onder meer NTV Beleza (Yomiuri SC Ladies Beleza).
Zij nam met het Japans vrouwenvoetbalelftal deel aan de wereldkampioenschappen in 1995, maar zij kwam tijdens dit toernooi niet in actie. Japan werd uitgeschakeld in de eerste knock-outronde door de Verenigde Staten.

## Statistieken
| Japans vrouwenvoetbalelftal | Japans vrouwenvoetbalelftal | Japans vrouwenvoetbalelftal |
| Jaar                        | Wed.                        | Dlp.                        |
| --------------------------- | --------------------------- | --------------------------- |
| 1991                        | 1                           | 0                           |
| 1992                        | 0                           | 0                           |
| 1993                        | 4                           | 0                           |
| 1994                        | 0                           | 0                           |
| 1995                        | 0                           | 0                           |
| 1996                        | 1                           | 0                           |
| Totaal                      | 6                           | 0                           |